# Велика Гоба
Велика Гоба (на словенски: Velika Goba) е село в Словения, Средна Словения, община Лития. Според Националната статистическа служба на Република Словения през 2015 г. селото има 34 жители.